# George Dawson (prédicateur)
George Dawson (24 février 1821 - 30 novembre 1876) est un prédicateur, conférencier et activiste non conformiste anglais. Il est une voix influente dans les appels à une réforme politique et sociale radicale à Birmingham, une philosophie connue sous le nom de Civic Gospel.

## Ministère

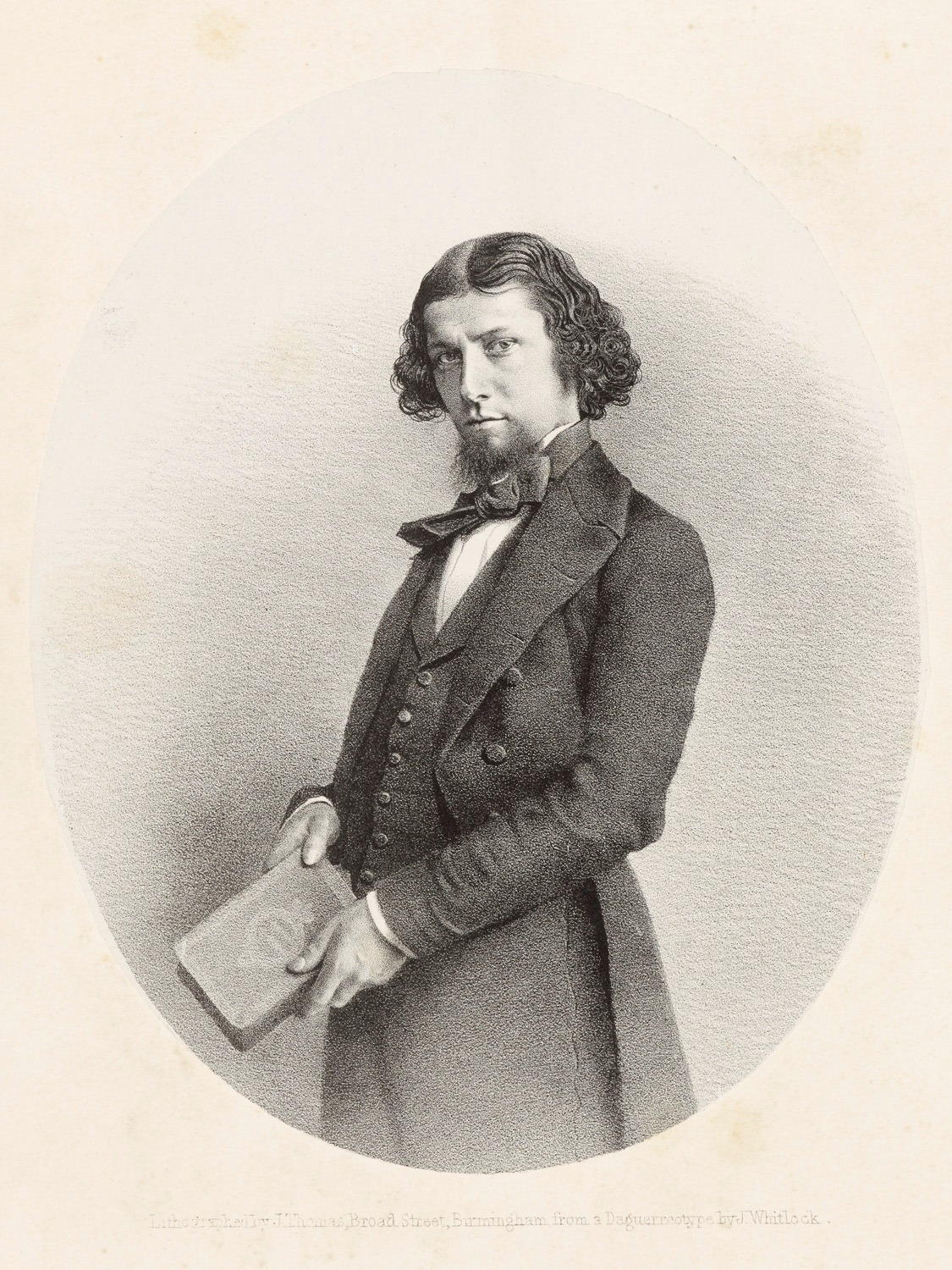
Une gravure de Dawson, vers 1852

Dawson est né à Brunswick Square, à Londres, en 1821. Son père est directeur d'une école baptiste. Il fait ses études à la maison, puis au Marischal College, Aberdeen, et à l'Université de Glasgow. Oxford et Cambridge ne semblent pas une option car, en raison du Test Act, pendant des siècles jusqu'en 1828, seuls les anglicans sont autorisés à s'inscrire (Oxford) ou à obtenir un diplôme (Cambridge).
En 1843, Dawson accepte un appel au pastorat de l'église baptiste de Rickmansworth. Il déménage dans la ville industrielle en pleine expansion de Birmingham en 1844 pour devenir ministre de la Mount Zion Baptist Chapel où l'éloquence et les croyances que le jeune homme exprime attirent rapidement un large public.

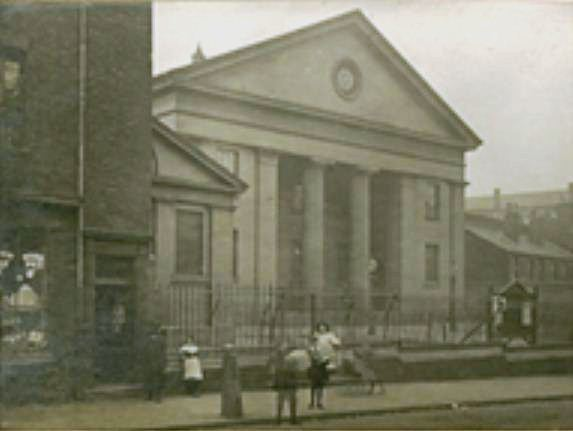
L'église unitarienne du Sauveur à Edward Street, Birmingham (1847–1895)

Cependant, les opinions de Dawson ne correspondent pas à l'orthodoxie de l'église baptiste, alors en 1845, il part, suivi par une grande partie de sa congrégation, pour devenir ministre de l'Église théologiquement libérale du Sauveur, une église unitaire érigée pour lui par ses partisans, où "aucun engagement n'était requis, du ministre ou de la congrégation; aucune forme de croyance n'était impliquée par l'adhésion; aucune différence de croyance n'était autorisée à empêcher l'union dans le travail chrétien pratique".
La doctrine clé qui y est prêchée est inscrite sur une tablette de marbre au-dessus de l'entrée : « Il n'y a qu'une seule loi – tu aimeras le Seigneur, ton Dieu, de tout ton cœur, et ton prochain comme toi-même. »

### Évangile civique
Dans l'Église du Sauveur, Dawson développe le concept de l'Évangile civique. Il appelle sa congrégation à se joindre à lui dans la lutte "pour améliorer les conditions dans la ville et la qualité de vie dont jouissent ses citoyens". Ses sermons ne sont pas conventionnels pour l'époque, il est dit que Dawson "n'a pas prêché comme un mourant à des mourant - c'était la vieille idée de prêcher - mais en tant qu'homme vivant pour des hommes vivants qui n'ont trouvé la vie ni simple ni facile". Ses sermons électrisent le public de Birmingham et les membres influents de son église comprennent Joseph Chamberlain (qui a suivi l'école du dimanche et supervisé les comptes), Jesse Collings, George Dixon, John Alfred Langford, Robert Martineau, Samuel Timmins, William Harris, AF Osler et la famille Kenrick, qui jouent tous un rôle important dans les affaires locales et adoptent ses idéaux . Entre 1847 et 1867, 17 membres de sa congrégation sont élus au conseil municipal, dont six sont élus maire .
De sa chaire et dans des conférences publiques et des articles, Dawson conseille aux chrétiens (en particulier aux personnes expérimentées dans les affaires) de devenir conseillers et d'aider à transformer la ville, un appel auquel Joseph Chamberlain répond dans son travail d'abord en tant que conseiller, puis en tant que maire réformateur social visionnaire. Son idée de l'évangile civique et son plaidoyer en faveur de l'éducation gratuite sont fortement soutenus par le porte-parole de la Congrégation, Robert William Dale, et par JT Bunce, rédacteur en chef influent du Birmingham Daily Post. Dawson et Dale sont tous deux disqualifiés en tant que ministres pour des sièges au conseil municipal, mais tous deux siègent au conseil scolaire de Birmingham. Dawson défend fortement auprès des fidèles de son église et de Birmingham l'idée du service politique comme devoir civique et comme service à Dieu.
Le radicalisme de Dawson ne rencontre pas l'approbation universelle. Un correspondant écrivant à la Birmingham Gazette d'Aris en 1847 le décrit comme une personne "dont les opinions et les procédures sont censées produire des méfaits considérables"; et comme "un jeune homme qui ... s'est vanté et s'est vanté de plus qu'il ne possède et est par conséquent tombé dans de grandes et graves erreurs".

## Positions

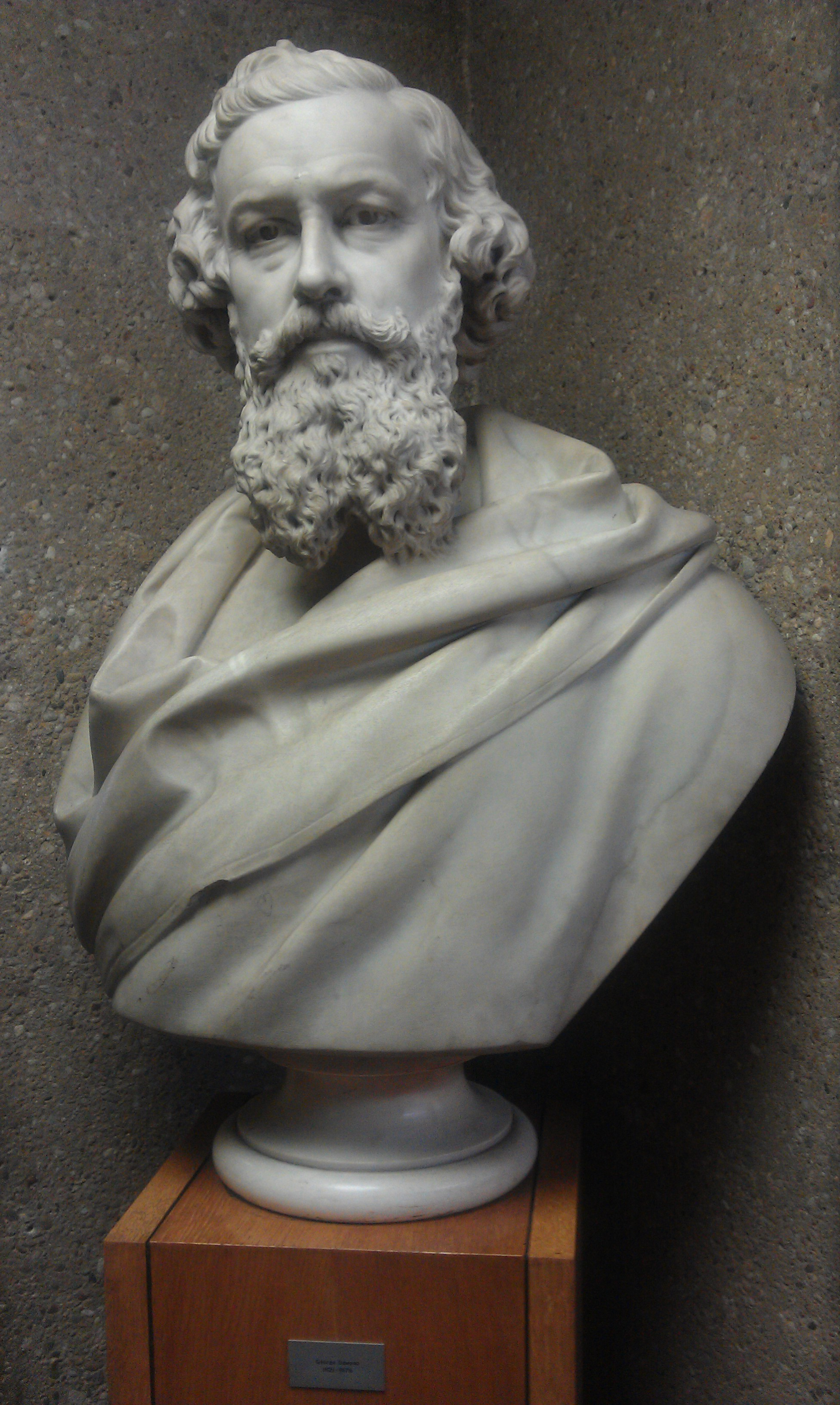
Buste de Dawson à la Bibliothèque de Birmingham

Dawson ne se considère pas comme un unitarien, bien que les unitariens modernes le considèrent comme l'un des leurs (il est répertorié par la Midland Unitarian Union comme un grand unitarien du XIXe siècle) . Il quitte l'Église baptiste pour être libre de toute croyance définie ou de toute rigidité doctrinale.
La «vraie religion», croit Dawson, est «sociale, unitive et fraternelle dans son esprit: elle produit l'église en tant que son développement social». Pour lui, le christianisme est "un ensemble de principes féconds", pas un code de lois ou un dogme théologique.

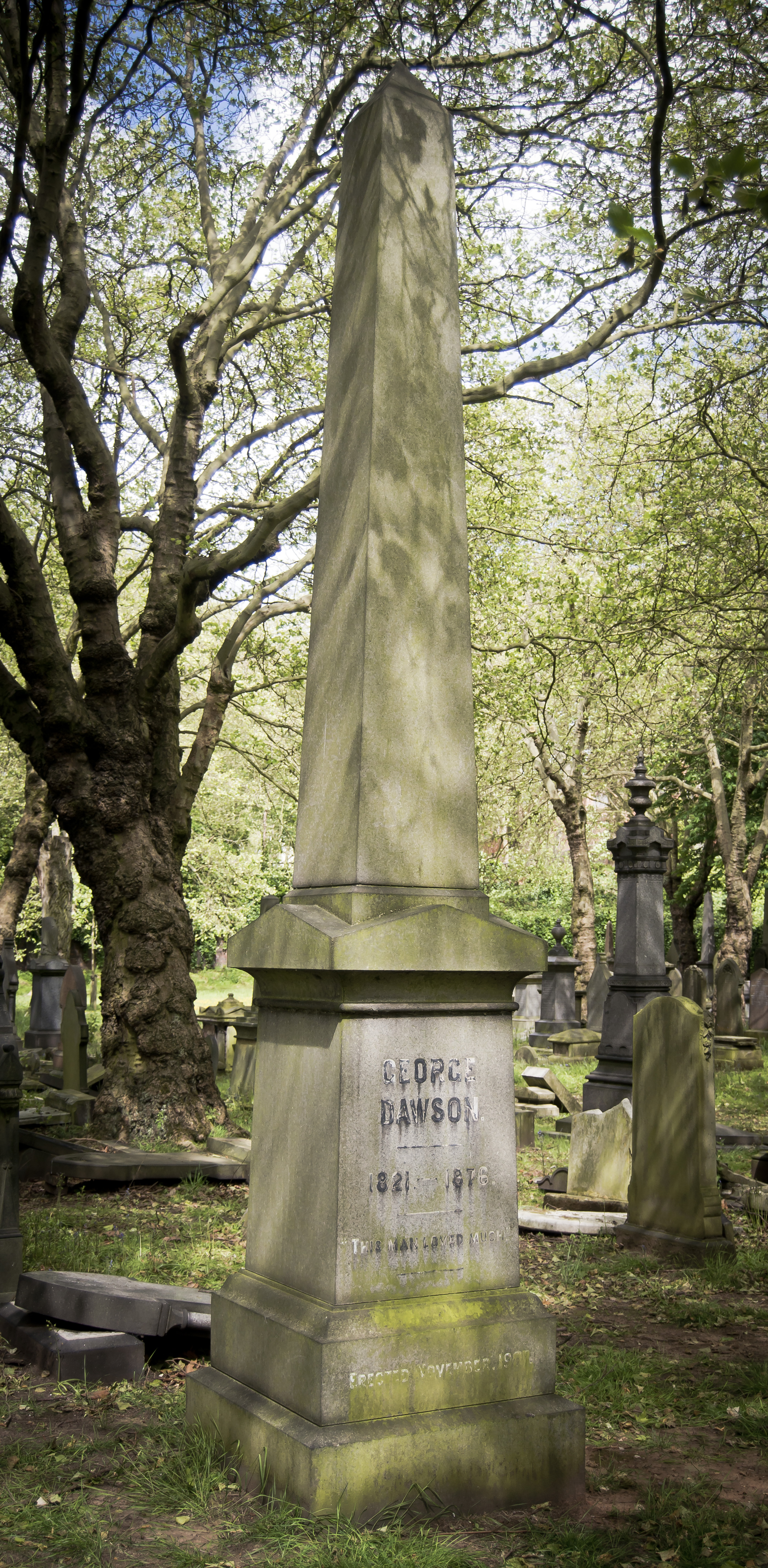
Mémorial de Dawson au cimetière de Key Hill

Dawson est célèbre de son vivant pour avoir donné des conférences sur un large éventail de sujets, de Shakespeare à la poésie allemande, de l'histoire italienne à la bonne étiquette. Il devient une figure nationale, demandé comme conférencier dans tout le pays. Charles Kingsley le décrit comme "le plus grand parleur d'Angleterre". Dawson est un ami de Carlyle et d'Emerson et fait beaucoup pour populariser leurs enseignements, en particulier dans son exigence d'une norme éthique élevée dans la vie quotidienne et son insistance sur le fait que la citoyenneté nécessite une approche spécifiquement chrétienne.
Dawson donne également des conférences sur la littérature anglaise au Birmingham and Midland Institute et aide à fonder la Shakespeare Memorial Library à Birmingham. 
Dawson meurt subitement à Kings Norton le 30 novembre 1876 et est enterré au cimetière de Key Hill.
Quatre volumes de Dawson's Sermons, deux de Prayers et deux de Biographical Lectures sont publiés après sa mort.

## Vie privée
Dawson épouse Susan Fanny Crompton (1820–1878) en 1846. Ils ont deux enfants, Rachel Annie (1846-1873) et Bernard (1851-1900) . Rachel, "de quelque arrestation inexplicable dans les os de son crâne à un âge précoce ... était presque une imbécile". Sa mort prématurée en mai 1873 envoie Dawson dans une crise temporaire de dépression.

## Biographie publiée
Après la mort de Dawson en 1876, son ami Sam Timmins est invité à écrire sa biographie, avec des contributions supplémentaires à fournir par GJ Johnson, JD Morell (un contemporain de Dawson à l'Université de Glasgow) et JH Chamberlain. Timmins commence à rassembler des documents, mais « il a fallu longtemps avant qu'une partie de son manuscrit ne soit envoyée à l'imprimeur » ; et, quand c'était le cas, il a été détruit dans un incendie. Timmins perd son enthousiasme – "tout l'empressement avec lequel il entreprend la tâche s'esy écoulé" – et l'œuvre reste inachevée à sa mort en 1902. La tâche et les documents passent à Wright Wilson (fils de Joseph Wilson, un autre des amis de Dawson) et sont finalement publiés en 1905, notamment les contributions de Johnson, Morell et Chamberlain, une autre de Sebastian Evans et un article de journal réimprimé par David Christie Murray .

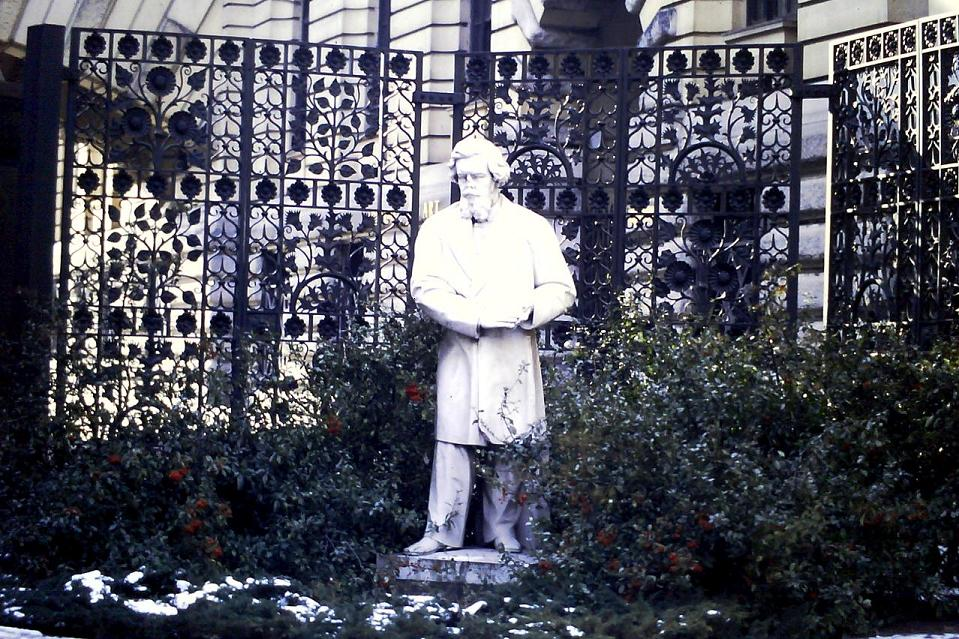
La statue de George Dawson dans Edmund Street

## Commémoration
Une statue de Dawson se tenait autrefois à Victoria Square, Birmingham ; et plus tard dans la rue Edmund, à proximité. Il est actuellement en magasin au Birmingham Museum and Art Gallery, en attente de restauration et de réparation.
Un buste de Dawson se trouve maintenant au neuvième étage de la Bibliothèque de Birmingham.